# .tz
.tz là tên miền quốc gia cấp cao nhất (ccTLD) của Tanzania. 
Từ tháng 7 năm 1995 đến tháng 3 năm 2022, đăng ký ở cấp 3 dưới các tên cấp 2 sau:
- .co.tz: thương mại
- .ac.tz: trường cấp bằng tú tài
- .go.tz: cơ quan chính phủ
- .or.tz: tổ chức phi lợi nhuận
- .ne.tz: hạ tầng mạng

Ngày 1 tháng 3 năm 2022 và có hiệu lực ngày 1 tháng 7 cùng năm, Bộ Thông tin, Truyền thông và Công nghệ thông tin Tanzania bắt đầu cho phép đăng ký tên miền cấp cao nhất .tz mà không cần sử dụng tên miền cấp 2 như .co.tz. Bộ cũng đã xóa bỏ yêu cầu người đăng ký phải có mặt tại Tanzania.